# Scotstoun Stadium
 (mai 2025).
Si vous disposez d'ouvrages ou d'articles de référence ou si vous connaissez des sites web de qualité traitant du thème abordé ici, merci de compléter l'article en donnant les références utiles à sa vérifiabilité et en les liant à la section « Notes et références ».
Le Scotstoun Stadium est un stade destiné à l'athlétisme, au rugby (à XV et à sept) situé dans le quartier de West End de la ville de Glasgow, en Écosse. 
Le complexe est utilisé depuis la saison 2012-2013 par la franchise écossaise de rugby à XV des Glasgow Warriors pour leurs matchs à domicile, en remplacement de Firhill Stadium. L'équipe utilisait déjà ce stade comme terrain d'entraînement depuis 2009. 
Le stade a également été le théâtre depuis l'édition 2012 du Scotland rugby sevens, la manche écossaise du IRB Sevens World Series.
La piste d'athlétisme a servi de terrain d'entrainement pour les athlètes présents aux Jeux du Commonwealth de 2014, dont Glasgow a été la ville hôte.

## Histoire
Développé par la Société Agricole de Glasgow, ouvert pour la première fois au public en 1915 (sous le nom de Scotstoun Showgrounds), le terrain servait alors principalement au déroulement d'évènements agricoles. L'utilisation a des fins sportives vint peu après, et une tribune appelée Grandstand est construite.
Devenue vétuste, l'installation subit entre 2008 et 2010 une rénovation totale. 

## Rénovation
La rénovation consiste en la modernisation et l'agrandissement du complexe. À cette occasion, des structures ont été modernisées, agrandies ou ajoutées. Les installations après rénovation comprennent :
- Un terrain de rugby en pelouse naturelle
- Une piste d'athlétisme de 400 mètres autour du terrain
- Deux tribunes, bâties sur la longueur de la piste, pour une capacité totale de 5 000 places
- Une piste d'entraînement d'athlétisme intérieure de 100 m
- Des terrains d'entrainement synthétiques en dehors du stade
- Une salle de musculation et de conditionnement à disposition des athlètes
- Bureaux, salles de conférence

Le complexe rénové est inauguré le 14 janvier 2010 par la princesse Anne du Royaume-Uni.

## Galerie

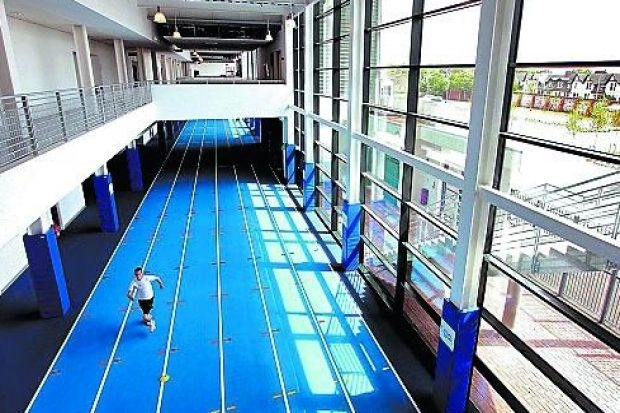
Piste intérieure
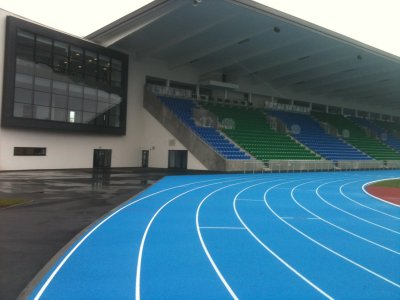
Tribune principale
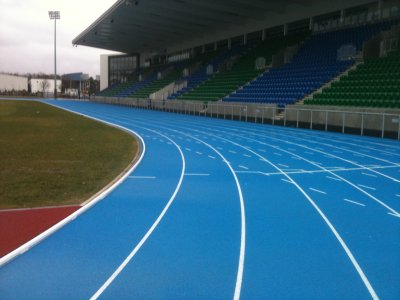
Tribune principale
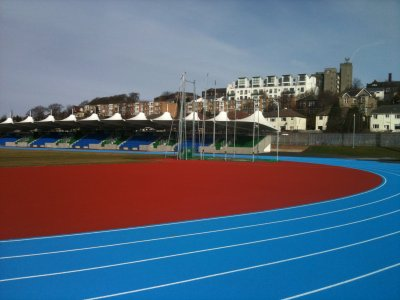
Tribune secondaire
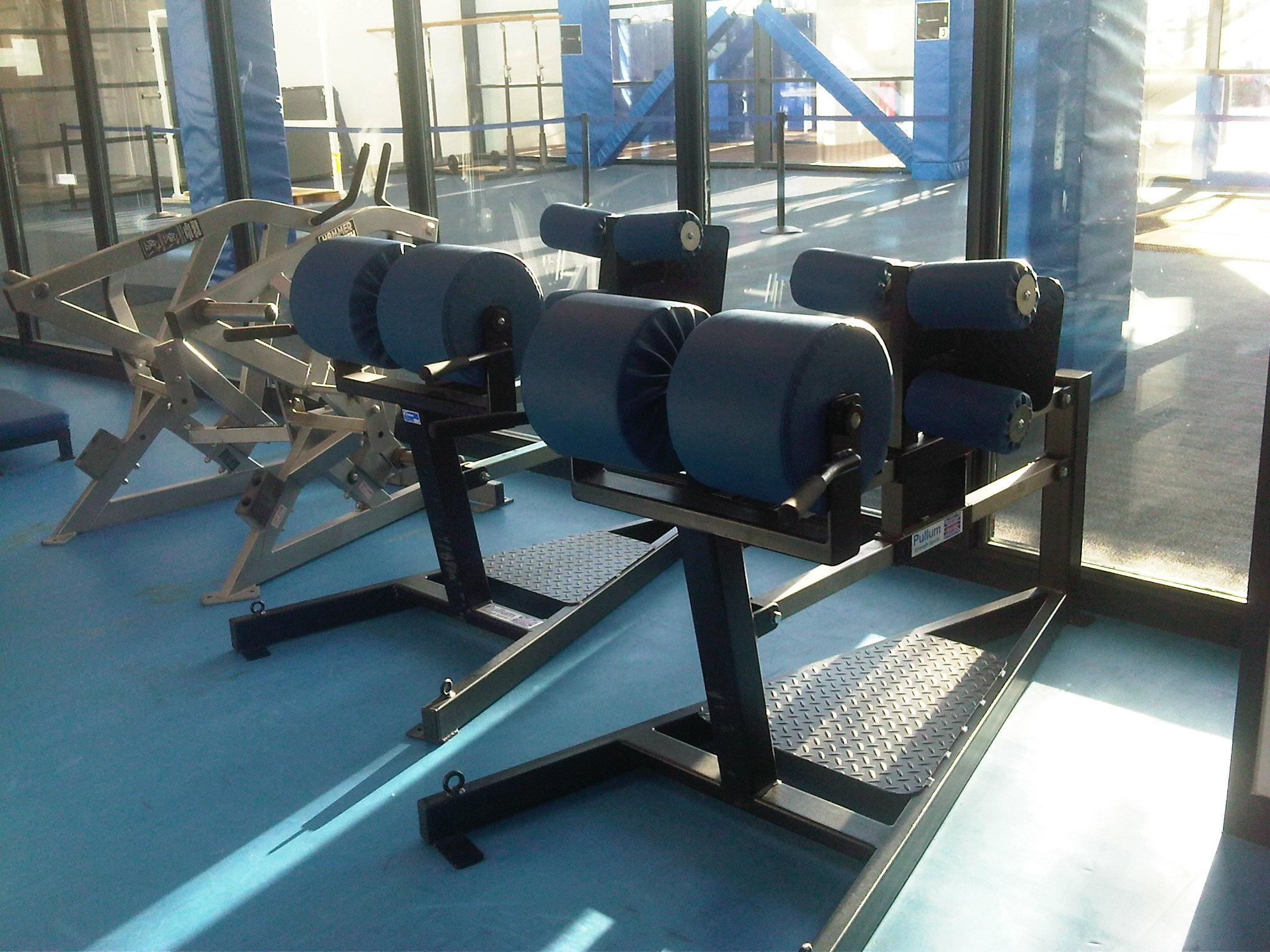
Équipement de musculation
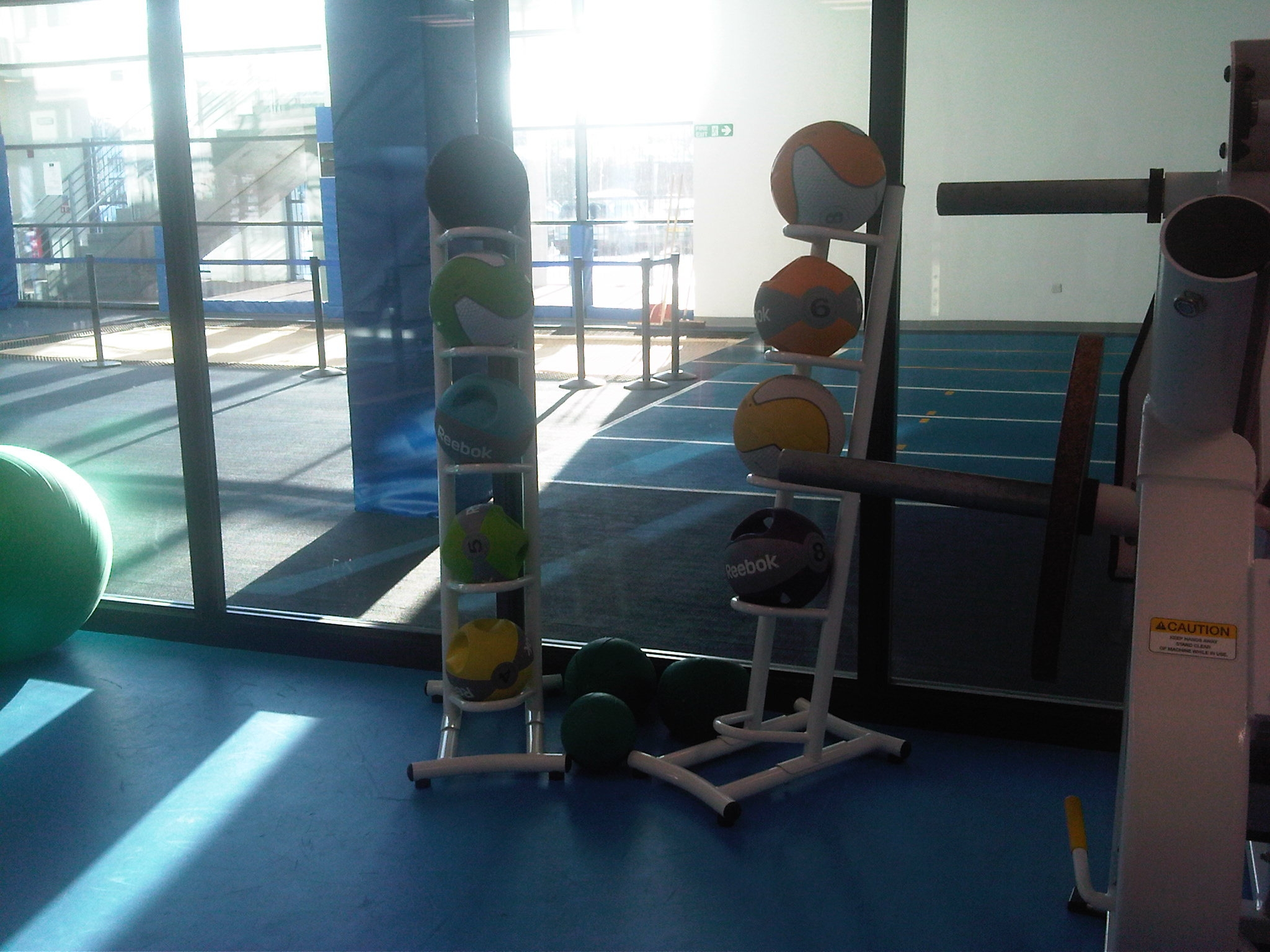
Équipement de musculation
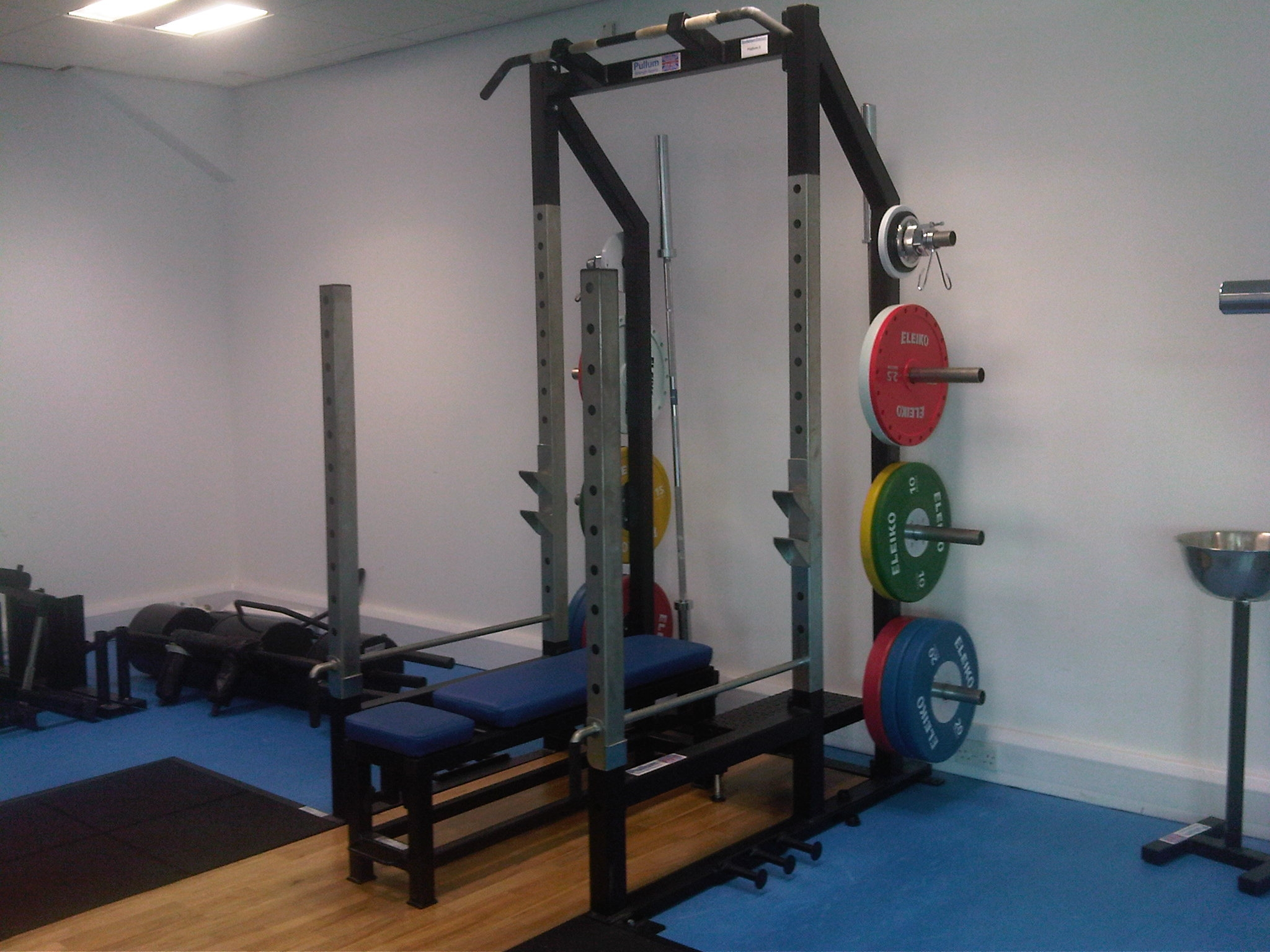
Équipement de musculation
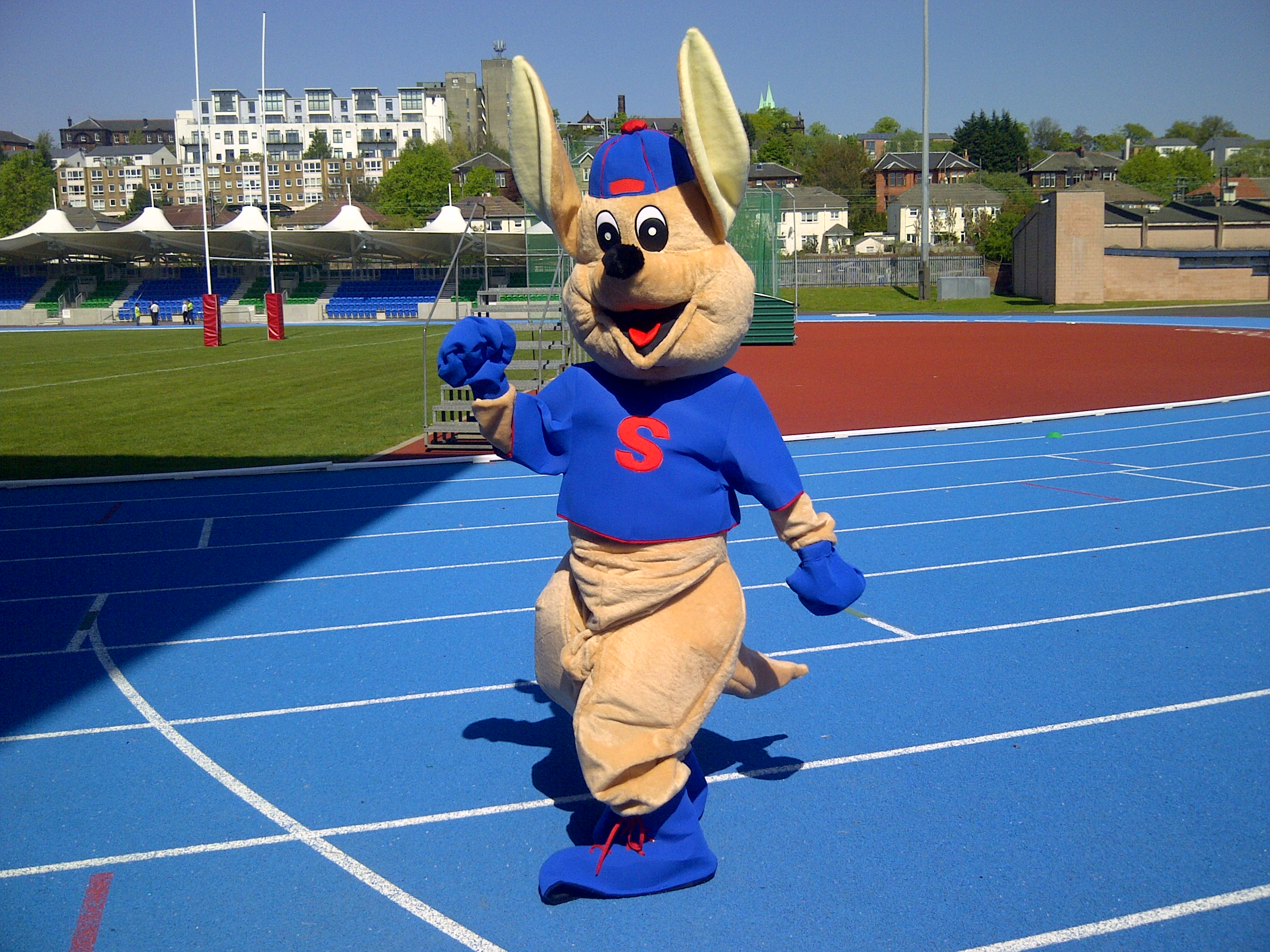
Mascotte du Scotstoun Stadium